# Революционное действие
«Революционное действие» (бел. Рэвалюцыйнае дзеянне) — старейшая белорусская анархистская организация. Она стремится распространять анархистские идеи, организовывать движение прямого действия и разжигать социальную революцию в Беларуси. Группа пропагандирует социальный анархизм, анархо-коммунизм и нелегализм и действует тайно из-за законов, которые криминализируют их деятельность.
Изначально «Революционное действие» входило в сеть «Автономное действие», но в 2010 году отделилось от неё из-за идеологических разногласий. Группа участвовала в различных акциях прямого действия на протяжении 2010-х и 2020-х годов.

## История
Организация была впервые сформирована в Минске на собрании 13 февраля 2005 года. На собрании обсуждалась ситуация в белорусском анархистском движении, острая нехватка организации, дисциплины и направления действий в нём. В результате обсуждения было принято решение создать в Минске анархо-коммунистическую организацию как филиал «Автономного действия», существующего в России с 2002 года. Белорусское автономное действие (АА-Беларусь) было создано на основе Белорусского анархистского фронта (БАФ) и нескольких активистов политизированной хардкор-панк-сцены. В то время в АА-Беларусь входило всего десять человек.
5 марта 2010 года абсолютным большинством голосов белорусское отделение решило выйти из «Автономного действия» и создать независимую организацию. Причинами такого решения стали:
- дрейф АА в сторону левого либерализма;
- несоответствие организационных принципов АА белорусским реалиям и местным условиям;
- высокие членские взносы в АА и отсутствие прозрачности в их использовании.

11 апреля 2010 года «Автономное действие — Беларусь» объявило о выходе из «Автономного действия» и сменило название на «Революционное действие».

## Идеология
Идеология «Революционного действия» основана на «социальном анархизме, анархо-коммунизме и нелегализме». Последнее, в интерпретации организации, подразумевает, что активисты используют в своей деятельности те методы, которые эффективны в конкретной ситуации, независимо от их законности. Организация ставит перед собой следующие цели: распространение идей анархизма, создание организованного движения, сочетающего агитацию и прямые действия, подготовка к социальной революции и расширение влияния как на территории Республики Беларусь, так и за рубежом. «РА» использует веб-сайт и социальные сети для распространения своих идей. Участники «Революционного действия» не афишируют свою принадлежность к организации и участие в каких-либо действиях от имени организации из-за наличия статьи 191 (Действия от имени незарегистрированной организации) в Уголовном кодексе Республики Беларусь и внимания спецслужб к деятельности организации.

### Принципы организации
- Близость членства;
- Распределение обязанностей;
- Равенство при голосовании (один человек — один голос);
- Планирование;
- Заговор;
- Нелегализм.

### Воинствующий анархизм
Одним из векторов развития идеологии «Революционного действия», помимо ориентации на социальную революцию и нелегальную деятельность, является разработка практической концепции, которую сама организация называет «воинствующим анархизмом» — практикой, направленной на подготовку организованных и дисциплинированных революционных анархистов, способных действовать в различных условиях, используя разные методы для продвижения анархистских идей. Воинствующий анархизм включает в себя платформизм, то есть объединение анархистов в организацию по принципу теоретического и тактического единства. Согласно описанию «Революционного действия», воинствующий анархизм, в отличие от пост-левого анархизма, выступает за политические методы борьбы: агитацию, привлечение новых участников, теоретическую подготовку, создание инфраструктуры, прямые действия и подготовку к социальной революции. Важной составляющей воинствующего анархизма также является военная подготовка и изучение тактики участия в вооружённых конфликтах. По мнению организации, причиной этого стал их анализ Евромайдана, русско-украинской войны и гражданской войны в Сирии.

## Виды деятельности

### 2005—2010
На основании анализа информации, представленной на сайте организации, и информации в СМИ можно сделать вывод, что члены «РА» активно участвовали во многих уличных акциях анархистов как санкционированных («Чернобыльский путь» в 2006—2009 гг., «Социальный марш»), так и несанкционированных (первомайское шествие в 2008 г., акция против учений на Западе в 2009 г.).
Кроме того, на своём сайте участники «Революционного действия» открыто симпатизируют анархистским нападениям на государственные и финансовые учреждения, которые происходили в Минске в 2009—2010 годах: («Анархисты напали на казино в центре Минска», «Анархисты напали на Федерацию профсоюзов Беларуси», «Анархисты напали на отделение Беларусбанка»).
Осенью 2010 года, после нападения на посольство России в Минске, организация была раскрыта из-за предательства некоторых её членов; некоторые активисты были арестованы и приговорены к тюремному заключению в Беларуси. Правозащитные организации признали их политическими заключёнными.

### 2010—2015
В результате репрессий 2010 года анархистское движение понесло серьёзный ущерб. В период с 2010 по 2013 год на сайте организации в основном публиковались местные и международные новости по социальным и экономическим вопросам, а также информация о заключённых-анархистах. С конца 2013 по начало 2014 года проводились символические акции и распространялись пропагандистские материалы в Минске и Гомеле.
Весной 2014 года анархисты начали кампанию против проведения чемпионата мира по хоккею с шайбой в Республике Беларусь. По мнению анархистов, проведение чемпионата было пустой тратой времени со стороны властей в то время, когда многим работникам не повысили зарплату и задерживали выплаты. Накануне чемпионата многие оппозиционеры и анархисты были подвергнуты административным арестам по надуманным обвинениям. В этот период анархисты также обратили внимание на пророссийское влияние в Беларуси. В Бресте здание Российского центра науки и культуры было выкрашено в чёрный цвет.
В декабре 2014 года анархисты в Минске провели первый с 2010 года незаконный пикет. Его проведение было связано с введением новых налогов и ухудшением экономического положения граждан страны, альтернативой чему анархисты видели передачу контроля над бюджетом обществу.

### 2015—2017
В начале 2015 года белорусские правоохранительные органы подвергли анархистское движение массовым репрессиям, вызванным пикетом в конце 2014 года и активизацией анархистов. В то же время анархисты впервые за пять лет осуществили несанкционированную блокировку дороги в Минске. Эта акция была проведена в знак солидарности с одним из политических заключённых анархистов, Николаем Дедоком.
В 2015 году было создано украинское отделение «Революционного действия». Члены «РА-Беларусь» подтвердили в интервью, что сотрудничают с активистами «РА-Украина». Кроме того, украинские анархисты неоднократно проводили акции солидарности возле посольства Беларуси в Киеве.
В период с 2015 по 2017 год анархисты провели несколько незаконных шествий и пикетов в Бресте, Минске и Барановичах. Регулярно распространялись листовки, связанные с социальными и экономическими проблемами белорусского общества, такими как повышение налогов, призыв в армию, или проявления жестокости со стороны полиции. Наиболее активными в то время были группы активистов из Бреста, Минска и Гродно.
В тот же период на сайте «Армянского радио» были опубликованы акции, в ходе которых здания Министерства внутренних дел и Следственного комитета были забросаны дымовыми шашками, а рекламные щиты с «государственной пропагандой» были испорчены краской. Одной из самых резонансных стала акция по забросанию краской здания «Белтелерадиокомпании», которую активисты связали с «постоянной ложью в эфире» государственных СМИ. Летом 2017 года анархисты использовали коктейли Молотова, чтобы сжечь рекламу службы судебных приставов в городе Ивацевичи. Позже по этому факту было возбуждено уголовное дело и задержаны двое подозреваемых.

### 2016: Деятельность по борьбе с цензурой
С осени 2016 года сайт RA был заблокирован в России и Беларуси. Позже организация создала три зеркала: revbel.cc, revbel.info и revbel.net. Все они также были заблокированы с белорусских IP-адресов, как и публичная страница и группа в социальной сети ВКонтакте и проект BandaLuki. В июне 2017 года организация представила собственное приложение для Android, которое позволяет обходить блокировку с помощью Tor и VPN и получать доступ к сайту организации и проекту BandaLuki. На тот момент у организации была группа в Facebook, канал в Telegram и аккаунт в Twitter. В период с 2015 по 2017 год около десяти единиц агитационных материалов организации, включая брошюры и листовки, были включены в республиканский список экстремистских материалов решением суда.

### 2017 год: протесты против указа президента № 3
Основная статья: Белорусские протесты 2017 года
В конце февраля 2017 года истёк срок уплаты налога, предусмотренного Указом № 3 Президента Республики Беларусь, более известным как «Декрет о тунеядцах». Декрет № 3 «О предупреждении социального иждивенчества» установил обязанность граждан Беларуси, которые не участвовали в финансировании государственных расходов или участвовали менее 183 календарных дней в прошлом году, платить государству сбор в размере 20 базовых величин. Этот налог вызвал недовольство среди граждан Беларуси, в результате чего в стране прошла серия протестов, в некоторых из которых участвовали анархисты. В конце февраля они перекрыли проезжую часть одной из улиц Минска, по которой прошли с пиротехникой и плакатом «Чиновник — главный паразит». В СМИ нет информации об арестах участников этой акции. Наличие на баннере логотипа организации и ссылки на её сайт говорит о том, что участники «РА», вероятно, имеют отношение к этой акции. В начале года анархисты уже начали распространять агитацию под лозунгом «Чиновник — главный паразит» в разных городах. Таким образом, активисты обратили внимание на то, что бремя для бюджета страны создают не люди, потерявшие работу из-за роста безработицы, а избыточный административный аппарат, эффективность которого была поставлена под сомнение.
5 марта в Бресте возле здания горисполкома прошла ещё одна акция протеста против указа № 3, которую неожиданно возглавила группа анархистов с чёрными флагами и плакатом «Чиновник — главный паразит», на котором была ссылка на сайт «Революционного действия». Анархисты выступили с несколькими речами в мегафон и предоставили возможность высказаться любому из протестующих. Затем колонна из 1000—2000 протестующих во главе с группой анархистов, скандируя лозунги, прошла маршем по улице Советской и перекрыла проспект Машерова. Акция завершилась после короткого пикета у здания ЦУМа. В тот же день в Бресте в связи с этими событиями были задержаны 5 человек.
13 марта на сайте «Революционного действия» и в сообществе организации в социальных сетях начал распространяться призыв к протестам в ряде городов Беларуси 18-19 марта. В результате акции прошли только в пяти городах, и в общей сложности собралось от 200 до 500 человек. Сама организация объясняет такое малое количество протестующих отказом ряда оппозиционных СМИ распространять призыв анархистов.
После разгона демонстрации 25 марта в Минске и ареста многих протестующих и анархистов «Революционное действие» запустило проект «БандаЛуки», в рамках которого собирает досье на сотрудников Министерства внутренних дел, спецслужб и государственных СМИ, участвовавших в репрессиях против оппозиции и анархистов.

### Белорусские протесты 2020 года
Активисты «Революционного действия» принимали активное участие в белорусских протестах 2020—2021 годов. Летом 2020 года движение опубликовало на своём канале видеоинструкцию о том, как участвовать в акциях протеста. В 2021 году некоторым его участникам были предъявлены обвинения в создании или руководстве преступной организацией.Фонд «Беларусь Солидарность» открыл сбор средств для оказания единовременной помощи семьям активистов инициативы.
В ноябре 2021 года Министерство внутренних дел объявило веб-ресурсы «Революционного действия» экстремистскими. Создание экстремистской группы или участие в ней является уголовным преступлением в Беларуси.